# مقاطعة خدا أفرين
مقاطعة خدا آفرین (بالفارسية: شهرستان خداآفرین) هي إحدى مقاطعات محافظة أذربيجان الشرقية في إيران. عاصمة المقاطعة هي خمارلو. حسب تعداد 2006، بلغ عدد السكان 34,461 نسمة في 7,492 عائلة.